# 赫尔曼·施里德
赫尔曼·施里德（德語：Hermann Schridde，1937年7月3日—1985年5月18日），德国男子马术运动员。他曾代表德国联队和西德参加1964年和1968年夏季奥林匹克运动会马术比赛，获得一枚金牌、一枚银牌和一枚铜牌。